# Game Over Mixtape Vol. 1
Game Over Mixtape Vol. 1 è il primo mixtape del rapper italiano Jack the Smoker, pubblicato nel 2011 dalla Honiro Label.

## Descrizione
Il disco è un progetto edito su strumentali statunitensi. Le tracce affrontano i più svariati argomenti e vedono la partecipazione di numerosi esponenti della scena italiana, compresi i rapper Vacca, Egreen, MadMan e Gemitaiz.

## Tracce
1. Spam rap
2. Fiero di me (feat. Gemitaiz & MadMan)
3. L'opposto (feat. Bat One) (prod. Retraz)
4. Tatuaggio (feat. Cesarino)
5. X (feat. Nak Spumanti & Uzi Junker) (prod. Kennedy)
6. Spacca le doghe (feat. Asher Kuno)
7. Conto alla rovescia (feat. Vacca & E-Green) (prod. Gccio)
8. Vai giù (feat. Johnny Marsiglia & Louis Dee) (prod. Big Joe)
9. Otis Freestyle (feat. Bassi Maestro)
10. La legge del più forte RMX (prod. Retraz)
11. Una volta almeno (feat. Hyst)
12. Per un pugno di dollari (feat. Duellz & Emis Killa)
13. Numeri (feat. Nex Cassel)
14. Come gira? (feat. Diacca) (prod. Jack The Smoker)
15. Re Mida (feat. Lil Pin & Coliche)
16. Rimmel (Regola uno) (feat. Capstan & Zampa)
17. Solo tu (feat. E-Green)
18. Non arrivi fino a qui RMX (feat. Bat One & Asher Kuno) (prod. Gccio & Emis Killa)
19. Un angolo di cielo (feat. Rayden)
20. G.O.!!